# Ehud Arye Laniado
Ehud Arye Laniado (* 18. Oktober 1953 in Haifa; † 2. März 2019 in Paris) war ein belgisch-israelischer Milliardär und Diamantenhändler, der den Diamanten Blue Moon of Josephine bei Sotheby’s zum Weltrekordpreis von 48,4 Millionen US-Dollar verkaufte.

## Leben
Laniado wurde 1953 in Haifa geboren. Er arbeitete zunächst als Masseur im Hilton Hotel in Tel Aviv, bevor er in der Diamantenindustrie in Afrika zu arbeiten begann. Schließlich wanderte er nach Belgien aus, wo er die in Antwerpen ansässige Omega Diamonds gründete. Er wurde zudem zu einem Eigentümer von Mercury Diamond, einer Diamantenpreisberatung.
Er unterzog sich einer Reihe von plastisch-chirurgischen Eingriffen und starb 2019 im Alter von 65 Jahren an einem Herzinfarkt während einer Penisvergrößerungsoperation in einer Privatklinik in Paris.

## Vermögen
Sein Vermögen wurde auf 2 bis 5 Milliarden US-Dollar geschätzt. Er besaß unter anderem ein 39-Millionen US-Dollar Penthouse in Monaco und ein Haus in Bel Air, Los Angeles.